# Mariano Vilallonga e Ibarra
Mariano Vilallonga e Ibarra   (Bilbao, 10 de gener de 1864 - Madrid, 23 d'abril de 1913) fou un enginyer industrial, empresari i polític basc, comte de Vilallonga des del 1901. Fou diputat a les Corts Espanyoles durant la restauració borbònica.

## Biografia
Era fill de l'industrial figuerenc Josep Vilallonga i Gipuló (1822-1898) i de Rafaela Ibarra e Arambarri (1843-1900), filla de l'empresari basc Gabriel Ibarra y Gutiérrez de Cavedes (1814-1890). i beatificada el 1894 per Juan Pau II.
Esdevingué un dels principals industrials metal·lúrgics del País Basc com a conseller d'Altos Hornos de Vizcaya. Membre del Partit Conservador, fou diputat pel districte de Figueres a les eleccions generals espanyoles de 1896, 1898 i 1899 i senador per la província de Girona el 1903-1904 i el 1905-1907.